# Скавулло, Франческо
Франческо Скавулло (англ. Francesco Scavullo, 16 января 1921 – 6 января 2004) — американский модный фотограф, наиболее известный своими обложками для Cosmopolitan и портретами знаменитостей.

## Биография
Скавулло родился 16 января 1921 года в Стейтен-Айленде, штат Нью-Йорк. Он брал камеру у своего отца, чтобы фотографировать своих сестер, которые любили позировать для него. Он начал работать для студии, которая выпускала модные каталоги и вскоре перешёл в Vogue. Скавулло провел три года в качестве ассистента Хорста П. Хорста, изучая его технику. В 1948 году он создал обложку для журнала Seventeen, которая принесла ему контракт с журналом. Вскоре Скавулло открыл собственную студию на Манхэттене.
Фотография певицы Дженис Джоплин с сигаретой в руке, сделанная Скавулло в 1969 году, была выставлена в Музее Амона Картера в Форт-Уэрте, штат Техас. На музейном плакате говорится о Джоплин, которая умерла в 1970 году, как о свободолюбивом энтузиазме контркультурной революции.
Некоторые из наиболее спорных работ Скавулло включали обложку журнала Cosmospolitan с обнаженным Бертом Рейнольдсом и фотографии молодой Брук Шилдс, которые некоторые сочли чрезмерно сексуальными. Он также дружил с супермоделью Джией Каранджи, за начало карьеры которой он в значительной степени отвечал. Когда героиновая зависимость Каранджи сделала невозможным её последующую работу, Скавулло продолжал нанимать и поддерживать её до самой кончины модели. У самого Скавулло был диагностирован маниакально-депрессивный синдром.
Скавулло является автором многих знаменитых постеров к фильмам, обложек альбомов и бродвейских шоу. В 1981 году Михаил Барышников поручил ему сфотографировать танцоров Американского театра балета, что легло в основу выставки, которая позже была показана в рамках общенационального турне.
Его работы были использованы на обложках журналов Seventeen, Cosmopolitan, Harper's Bazaar, Interview, Newsweek и Rolling Stone. Он опубликовал несколько книг, от Scavullo on Beauty (1976) до Scavullo Nudes (2000).
С 1952 по 1955 год он был женат на модели Кэрол Макколсон. В последние годы жизни жил с партнёром Шоном Бирнсом.
Он умер от сердечной недостаточности в возрасте 82 лет по пути на фотосессию в Нью-Йорке с тогдашним ведущим новостей CNN Андерсоном Купером.

## Публикации
- Scavullo on Beauty. Edited by Sean Byrnes. New York: Random House, 1976. ISBN 9780394407289
- Scavullo on Men. With Sean Byrnes and Bob Colacello. New York: Random House, 1977. ISBN 9780394419343
- Scavullo Women. With Sean Byrnes. New York: Harper and Row, 1982. ISBN 9780060148386
- Scavullo: Francesco Scavullo Photographs 1948–1984. Edited by Sean Byrnes. New York: Harper and Row, 1984. ISBN 9780060152307
- Scavullo: Photographs 50 Years. Introduction by Enid Nemy. New York: Harry N. Abrams, 1997. ISBN 9780810941809
- Scavullo Nudes. Introduction by David Leddick. Edited by Ruth A. Peltason and Judith Hudson. New York: Harry N. Abrams, 2000. ISBN 9780810941953
  - Scavullo: Nudes. München: Knesebeck, 2000. ISBN 9783896600691
  - Scavullo: Les Nus. Paris: La Martinière, 2000. ISBN 9782732426181